# Alájar
Alájar est une commune de la communauté autonome d'Andalousie, dans la province de Huelva, en Espagne.